# Simon Nessman
Simon Nessman (sinh ngày 05 tháng 11 năm 1989) là một mô hình của Canada từ Courtenay, British Columbia.
Nessman sinh ra ở Courtenay, British Columbia. Là con út trong ba người con. Cuối năm 2006 Nessman lần đầu được người ta phát hiện có thể làm người mẫu sau khi một người bạn của chị gái anh gửi hình ảnh của anh cho một cơ quan địa phương ở Canada. Ở tuổi 18, Nessman còn đi học ở trường trung học tại Georges P Vanier và không theo đuổi sự nghiệp người mẫu cho đến khi anh tốt nghiệp. 
Simon chuyển đến sống tại Thành phố New York và sự nghiệp của anh tiếp tục thăng hoa khi anh tham gia các chương trình trình diễn cho nhiều thương hiệu: Salvatore Ferragamo, Roberto Cavalli, Tommy Hilfiger, Emporio Armani, Viktor & Rolf, Lacoste, Dsquared2, Narciso Rodriguez và Michael Kors và hình ảnh của anh xuất hiện trên Vogue, Details, Numéro, V Man và L'Officiel Hommes.
Là hình ảnh nổi bật tại chiến dịch quảng cáo A/X Armani Exchange mùa Xuân 2011 cùng với Clara Alonso, Alejandra Alonso, Marlon Teixeira, and Francisco Lachowski.
Trở thành gương mặt của thương hiệu nước hoa Acqua di Giò Essenza của Giorgio Armani vào mùa xuân năm 2012. Chiến dịch này đã được quay phim và đạo diễn bởi Bruce Weber (nhiếp ảnh). Nessman trong nổi bật trong cả ấn phẩm và video cho chiến dịch nước hoa này.
Trong năm 2011, Nessman là mẫu nam thành công thứ hai trên thế giới sau Sean O'Pry vào danh sách models.com gồm 50 người mẫu nam quốc tế hàng đầu.
Cuối năm 2013, Nessman quay trở lại Canada để tiếp tục việc học của mình. Tháng 5 năm 2017 anh đã tốt nghiệp và có bằng cử nhân chuyên ngành Khoa học và Nghệ thuật.
Năm 2019 anh đứng đầu cuộc bầu chọn người đàn ông hấp dẫn nhất của Model.com.

## Đời tư
Nessman được cho là đã hẹn hò với Tammi Maxwell từ năm 2008 đến 2010 khi anh mới chập chững vào nghề và chưa nổi tiếng nhưng vì nhiều lí do mà cuộc tình này chấm dứt.
Vào khoảng cuối năm 2010, một thời gian ngắn sau khi chia tay Tammi anh bị bắt gặp thân mật với một cô gái khác nhưng cuộc tình này vẫn không có một kết thúc tốt đẹp.
Từ đó đến nay anh không hẹn hò thêm với bất kì ai nữa.